# Gigantoproductus
Gigantoproductus – wymarły rodzaj ramienogów z okresu karbońskiego.
Z rodzaju tego pochodzą muszle największych na świecie ramienionogów o wielkości do 35 cm (gatunek: Gigantoproductus giganteus). Rodzaj szczególnie licznie występujący w morskich utworach Rosji, Wielkiej Brytanii  i USA, jednak jest rodzajem kosmopolitycznym znanym także z Australii, Azji i Afryki.  W Polsce skamieniałości różnych gatunków Gigantoproductus opisano z Górnego Śląska i Gór Świętokrzyskich
- Zasięg wiekowy: karbon wczesny
- Wielkość - do 35 cm.

Gatunki opisane z Polski:
- Gigantoproductus giganteus
- Gigantoproductus bisati
- Gigantoproductus crassus
- Gigantoproductus giganteus
- Gigantoproductus gigantoides
- Gigantoproductus inflatus
- Gigantoproductus janischewskii
- Gigantoproductus moderatisimilis
- Gigantoproductus  sarytchevae
- Gigantoproductus semiglobosus
- Gigantoproductus striatelus
- Gigantoproductus striatosulcatus
- Gigantoproductus submaximus